# بخش اری (شهرستان اوتاوا، اوهایو)
بخش اری (به انگلیسی: Erie Township) یک منطقهٔ مسکونی در ایالات متحده آمریکا است که در شهرستان اتاوا، اوهایو واقع شده‌است.
 بخش اری ۳۵٫۴ کیلومتر مربع مساحت و ۱٬۳۲۸ نفر جمعیت دارد و ۱۷۶ متر بالاتر از سطح دریا واقع شده‌است.